# Comté de Harden
Le comté de Harden (en anglais : Harden Shire) est une ancienne zone d'administration locale située dans l'État de Nouvelle-Galles du Sud en Australie.

## Géographie
Le comté s'étendait sur 1 869 km2 dans les South West Slopes au sud-est de la Nouvelle-Galles du Sud.
Il comprenait les villes jumelles de Harden et de Murrumburrah ainsi que les villages de Galong, Jugiong, Kingsvale et Wombat.

## Histoire
Le comté est créé le 1er janvier 1975 par la fusion de la municipalité de Murrumburrah et du comté de Demondrille. Le 12 mai 2016, par décision du gouvernement de Nouvelle-Galles du Sud, il est supprimé et fusionné avec le conseil de Boorowa et le comté de Young pour former le conseil des Hilltops.

## Démographie
En 2011, la population s'élevait à 3 584 habitants.